# Romaanse talen

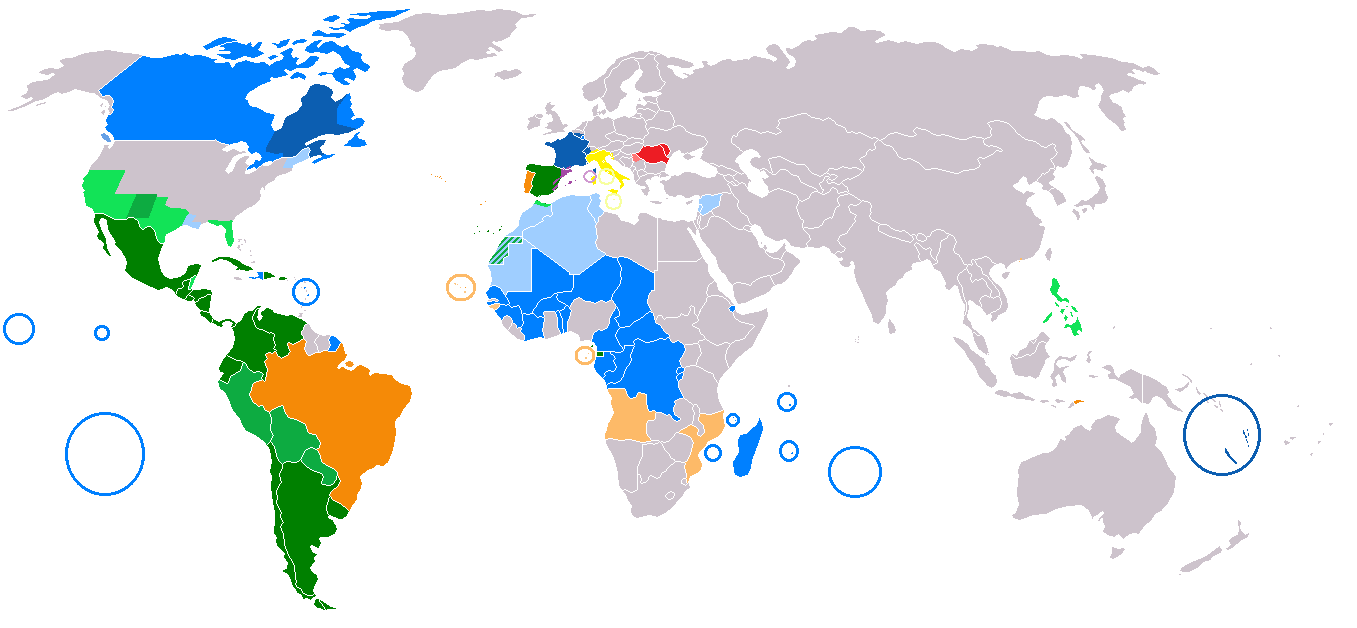
Romaanse talen wereldwijd:
Frans
Spaans
Portugees
Italiaans
Roemeens
Catalaans

De Romaanse talen zijn een tak van de Indo-Europese taalfamilie. Oorspronkelijk werden deze talen voornamelijk in Zuid-Europa gesproken. In de 21e eeuw worden de Romaanse talen, als gevolg van emigratie en kolonisatie vanaf de 15e eeuw, gesproken in veel andere delen van de wereld, met name Latijns-Amerika. Wereldwijd spreken circa 800 miljoen mensen een Romaanse taal als hun eerste taal.

## Oorsprong en ontwikkeling
De Romaanse talen zijn de enige nog levende tak van de Italische talen. Ze stammen alle af van een van de Italische talen: het Latijn, de taal van de Romeinen, die door de Romeinse expansie (militairen, ambtenaren, handelaren en vooral ook veteranen) verspreid raakte over een groot deel van Europa en in het westelijke deel van het Romeinse Rijk de algemene voertaal werd. Vaak wordt bij het voorgaande de kanttekening gemaakt dat de Romaanse talen niet afstammen van het bekende klassiek Latijn zoals dat in geschreven vorm is overgeleverd, maar van het vulgair Latijn (Volkslatijn). Hierbij moet weer worden opgemerkt dat het onderscheid tussen klassiek en vulgair Latijn niet te veel moet worden verabsoluteerd en dat ook het vulgair Latijn zeker geen eenheid vormde, maar eerder een grote groep dialecten.  In de loop der eeuwen werden de verschillen tussen deze dialecten steeds groter en de onderlinge verstaanbaarheid steeds kleiner, zodat ze vanaf ca. 800 als verschillende talen worden beschouwd. Verschillen tussen de Romaanse talen en het Latijn worden ten dele toegeschreven aan de invloed van substraattalen, de talen van door de Romeinen onderworpen volken.
Veel bekend geworden kunsttalen, waaronder het Esperanto, Interlingua en Ido, zijn in hoge mate gebaseerd op de grammatica en woordenschat van de Romaanse talen.

## Taal- en cultuurgebied in Europa

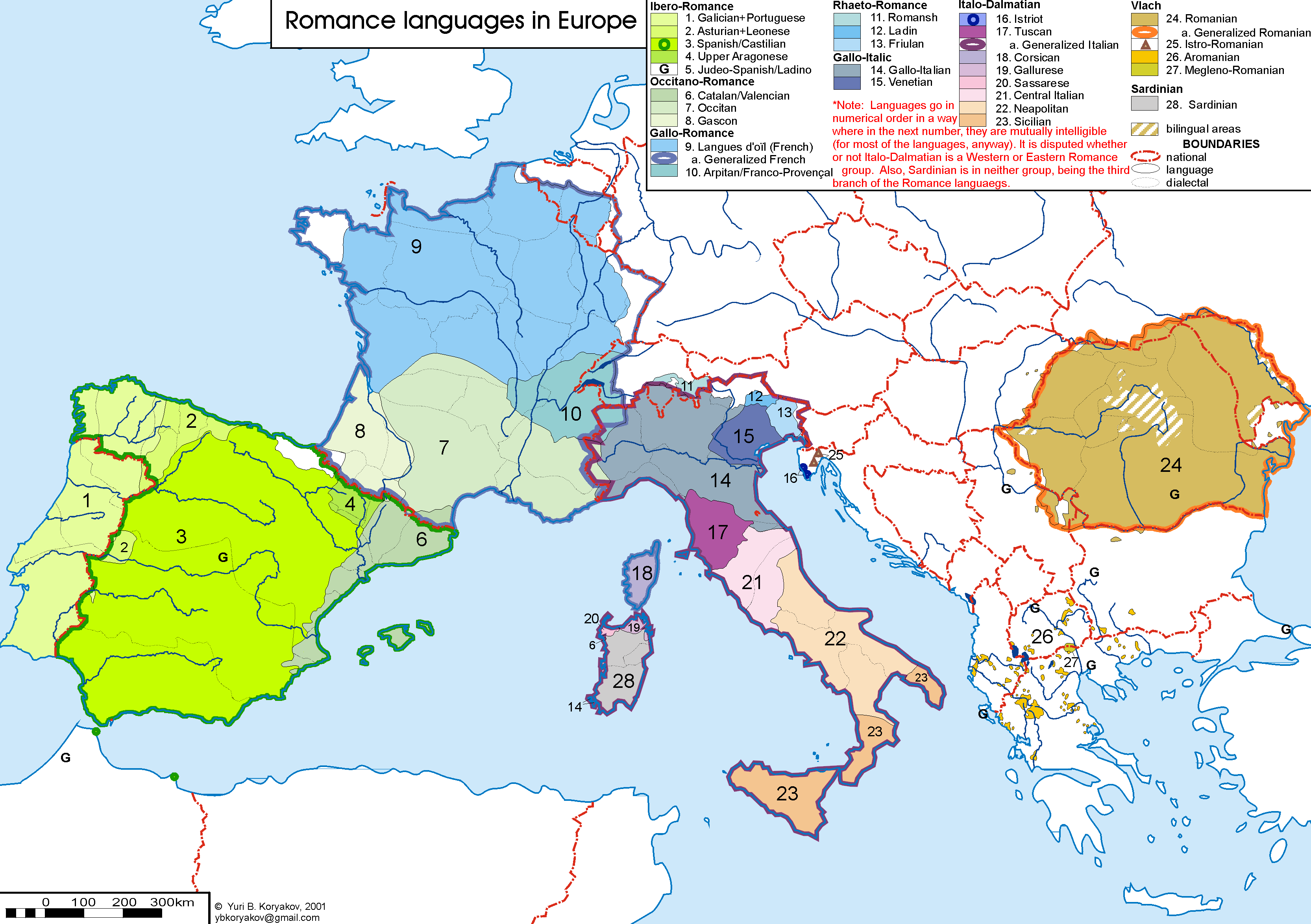
De Romaanse talen in Europa gedetailleerd

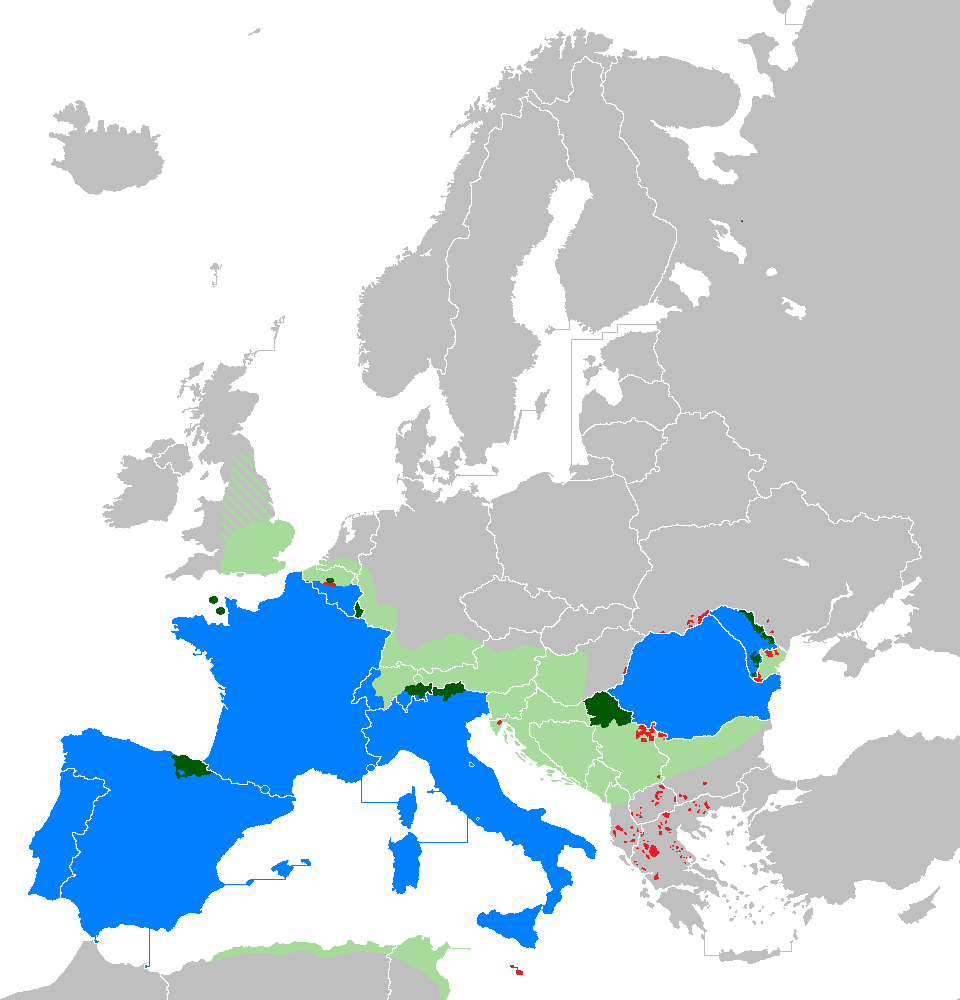
Romaans taalgebied in Europa
Gebieden met een Romaanse taal als officiële taal.
Gebieden met een Romaanse taal als officiële taal, naast een niet-Romaanse taal.
Gebieden waar een Romaanse taal wordt gesproken, maar deze geen officiële taal is.
Gebieden waar in de oudheid een Romaanse taal werd gesproken, en deze er sindsdien verdwenen is.

Het Romaanse taal- en cultuurgebied in Europa is gecentreerd rond de westelijke Middellandse Zee (Frankrijk, Italië, Portugal en Spanje). Maar ook in landen als België, Luxemburg, Roemenië, Moldavië en Zwitserland worden Romaanse talen gesproken. Deze gebieden zijn van oudsher sterk rooms-katholiek, behalve in Roemenië en Moldavië (Roemeens-orthodox). Veel van deze landen zijn lid van de Latijnse Unie.

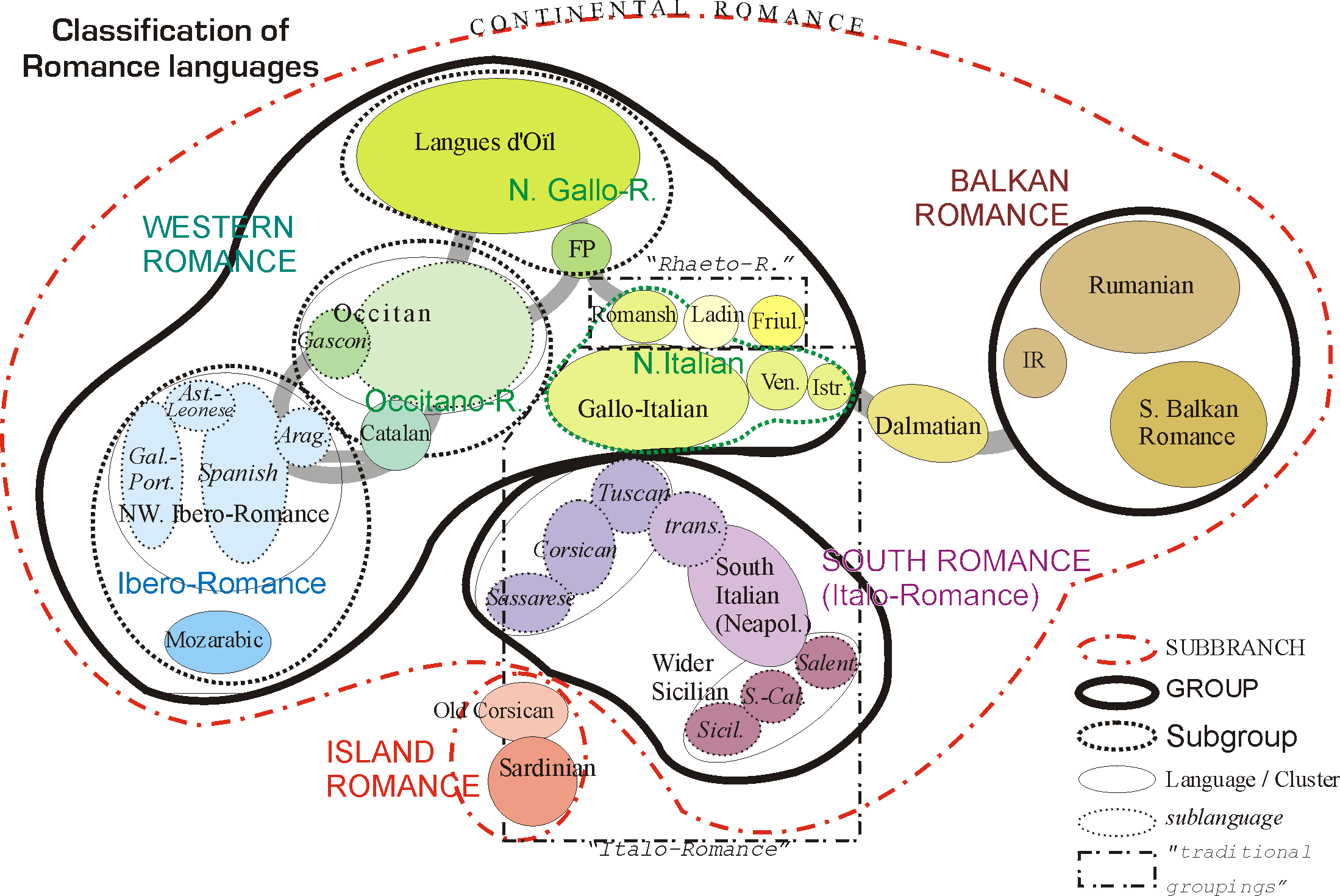
Classificatie van Romaanse talen

## Westelijke Romaanse talen

#### Gallo-Romaans
Gallo-Romaans is de naam voor alle Romaanse talen die worden of werden gesproken in een groot deel van het huidige Frankrijk en in Wallonië. Deze subgroep omvat zowel de Langue d'Oc als de Langue d'Oïl. Al deze talen zijn rechtstreeks voortgekomen uit het Gallo-Romaans, een vroege Romaanse taal die op zijn beurt was voortgekomen uit het Laatlatijn en tussen de 4e en de 9e eeuw werd gesproken in het toenmalige Gallië. Omdat van het Gallo-Romaans geen schriftelijke bronnen bewaard zijn gebleven, kan deze taal alleen worden gereconstrueerd op basis van vergelijkingen tussen met name het Oudfrans en het klassiek Latijn.
- Langues d'oïl
  - Waals
  - Picardisch
  - Gallo
  - Gaumais
  - Frans
  - Champenois
  - Bourgondisch
  - Lotharings
  - Poitevin
  - Saintongais
  - Franc-comtois
  - Angevin
  - Mayenais
  - Manceau
  - Tourageau
  - Orleanais
  - Normandisch
    - Jèrriais
    - Dgèrnésiais
    - Anglo-Normandisch (uitgestorven) Noot: Het Anglo-Normandisch heeft een enorme invloed uitgeoefend op het Oudengels, waardoor het moderne Engels nu een lexicon met zo'n 50% Romaanse woorden heeft. Daarmee is het de meest geromaniseerde Germaanse taal.
- Francoprovençaals
  - Dauphinees
  - Faetar
  - Lyonees
  - Piemontees
  - Savoyaards
  - Valdostaans
  - Vauds
- Occitano-Romaans
  - Occitaans
    - Gascons
    - Languedocien (in enge zin)
    - Limousijns
    - Vivaro-alpin
    - Auvergnat

  - Catalaans
- Reto-Romaans (ook Rhaetisch)
  - Friulisch
  - Ladinisch
  - Reto-Romaans
- Gallo-Italiaans
  - Piëmontees
  - Lombardisch
  - Venetiaans
  - Ligurisch
    - Monegaskisch

  - Emiliaans-Romagnools
    - Emiliaans
    - Romagnools

#### Iberisch/ Romaans-Iberisch / Ibero-Romaans
- West-Iberisch
  - Castiliaans
    - Spaans (Castiliaans)
    - Ladino (Judeo-Spaans)

  - Portugees-Galicisch
    - Portugees
      - Judeo-Portugees

    - Galicisch
      - Eonaviegan

    - Fala (gesproken in het noordwestelijke gedeelte van het Spaanse Extremadura)

  - Asturisch-Leonees
    - Leonees
    - Asturisch
    - Mirandees
    - Extremaduriaans
- Pyrenese-Mozarabische 
  - Aragonees
  - Mozarabisch (uitgestorven in de 15e eeuw)

### Sardijns
- Sardijns
  - Campidanees
  - Logudorees

### Istriotisch
- Istriotisch

## Oostelijk Romaanse talen

### Italo-Romaans
- Toscaans
  - Italiaans
  - Corsicaans
    - Sassarees
    - Gallurees
- Zuid-Centraal
  - Marchigiano
  - Umbro
  - Laziale
  - Romanesco
  - Sabino
- Zuidelijk
  - Napolitaans
  - Siciliaans

### Balkan-Romaans
- Roemeens
- Istro-Roemeens
- Megleno-Roemeens
- Aroemeens
- Dalmatisch (uitgestorven)

## Woordenschatvergelijking
| Latijn       | Sardijns     | Italiaans | Spaans      | Portugees | Frans   | Occitaans      | Catalaans | Reto-Romaans | Lombardisch   | Roemeens |
| ------------ | ------------ | --------- | ----------- | --------- | ------- | -------------- | --------- | ------------ | ------------- | -------- |
| aqua         | acqua        | acqua     | agua        | agua      | eau     | aiga           | aigua     | aua          | aqua/egua/eua | apă      |
| acutus       | agúdu        | acuto     | agudo       | agudo     | aigu    | agut           | agut      | aguz         | aguzz         | acut     |
| adiutare     | adiudare     | aiutare   | ayudar      | ajudar    | aider   | ajudar         | ajudar    | agidar       | judà          | ajuta    |
| apis/apicula | àbe          | ape       | abeja       | abelha    | abeille | abelha         | abella    | avieul       | ava           | albina   |
| saponem      | sabone       | sapone    | jabón       | sabão     | savon   | sabon          | sabó      | savun        | savon         | săpun    |
| carricare    | carrigare    | caricare  | cargar      | carregar  | charger | cargar/chargar | carregar  | chargar      | carregà       | încărca  |
| caballum     | caballu      | cavallo   | caballo     | cavalo    | cheval  | caval/chaval   | cavall    | cheval       | cavâl         | calu     |
| cantare      | cantare      | cantare   | cantar      | cantar    | chanter | cantar/chantar | cantar    | chantar      | cantà         | cantâ    |
| clavem       | clave        | chiave    | llave/clave | chave     | clef    | clau           | clau      | clav         | ciav          | cheie    |
| ferrum       | ferru        | ferro     | fierro      | ferro     | fer     | fer            | ferro     | fier         | fèr           | fier     |
| ventum       | ventu        | vento     | viento      | vento     | vent    | vent           | vent      | vent         | vent          | vânt     |
| rota         | roda         | ruota     | rueda       | roda      | roue    | roda           | roda      | roda         | rœda          | roată    |
| aurum        | auru         | oro       | oro         | ouro      | or      | aur            | or        | aur          | òr            | aur      |
| pax          | pax          | pace      | paz         | paz       | paix    | patz           | pau       | pasc         | paas          | pace     |
| solem        | sole         | sole      | sol         | sol       | soleil  | sol            | sol       | solegl       | sol           | soare    |
| noctem       | nocte        | notte     | noche       | noite     | nuit    | nuéit          | nit       | notg         | nott          | noapte   |
| pontem       | ponte        | ponte     | puente      | ponte     | pont    | pònt           | pont      | pont         | punt          | punte    |
| nōvum        | novu         | nuovo     | nuevo       | novo      | nouveau | nòu            | nou       | nov          | noeuv         | nou      |
| hospitalem   | hospitale    | ospedale  | hospital    | hospital  | hôpital | espitau        | hospital  | hospital     | ospedaa       | spital   |
| ego          | ego          | io        | yo          | eu        | je      | jo/ieu         | jo        | jau          | eju           | eu       |
| filium       | filliu       | figlio    | hijo        | filho     | fils    | filh           | fill      | figl         | fioeu         | fiu      |
| facere       | facere       | fare      | hacer       | fazer     | faire   | far            | fer       | far          | fà            | face     |
| lingua       | lìngua/limba | lingua    | lengua      | lingua    | langue  | lenga          | llengua   | lingua       | lengua        | limbă    |
| terra        | terra        | terra     | tierra      | terra     | terre   | terra          | terra     | terra        | terra         | ţara     |
| pluviam      | pluvia       | pioggia   | lluvia      | chuva     | pluie   | plueia         | pluja     | plievgia     | pieuva        | plioaie  |
| ārbore       | àrbore       | albero    | árbol       | árvore    | arbre   | arbre          | arbre     | arbre        | alber         | arbore   |
| hominem/hōmo | homine/homo  | uomo      | hombre      | homem     | homme   | òme            | home      | um           | ómm           | om       |
| iucare       | giugare      | giocare   | jugar       | jogar     | jouer   | jugar          | jugar     | giugar       | giugà         | juca     |
| focum        | focu         | fuoco     | fuego       | fogo      | feu     | foc            | foc       | fu           | fœg           | foc      |
| oculus       | ogolu        | occhio    | ojo         | olho      | œil     | uelh           | ull       | ögl          | œugg          | ochi     |
| flama        | flama        | fiamma    | llama/flama | chama     | flamme  | flamma         | flama     | flamma       | fiama         | flamă    |
| caelum       | caelu        | cielo     | cielo       | céu       | ciel    | ciel           | cel       | ciel         | cel           | cer      |
| digitum      | digitu       | dito      | dedo        | dedo      | doigt   | det            | dit       | digt         | did           | deget    |
| manum        | manu         | mano      | mano        | mão       | main    | man            | mà        | maun         | man           | mână     |